# 宁贤文
宁贤文（1913年—1994年），男，湖北大悟人，中华人民共和国军事人物，中国人民解放军少将，曾任湖南省公安总队总队长兼政治委员。